# César Díaz (cineasta)
Augusto César Díaz (Ciudad de Guatemala, 20 de septiembre de 1978) es un actor, director de cine y documentales, guionista y editor guatemalteco. Entre sus trabajos más destacados se encuentra su ópera prima Nuestra madres sobre desapariciones y violencia sexual en Guatemala.

## Biografía
Nacido y criado en la ciudad de Guatemala. Proviene de una familia de militantes políticos. Su padre "desapareció" en 1982 durante el conflicto armado
A los 20 años Díaz se trasladó a Bélgica en 1998 para estudiar en la Universidad Libre de Bruselas. Posteriormente se matriculó en la escuela de cine La Femis de París y estudió guion. Su primer largometraje, Nuestras madres fue su tesis para obtener la maestría.  Desde mediados de la década de 2000, Díaz ha trabajado en varias películas documentales, antes de hacer dirigir su primer largometraje: Nuestras Madres (2019). 
Debutó como director con el documental Semillas de Ceniza (2010), para posteriormente dirigir el documental Territorio liberado (2014). También trabajó como editor de Ixcanul (2015).

## Nuestras madres
Su primer largometraje es Nuestras madres, estrenado en el Festival de Cine de Cannes de 2019, donde Díaz ganó el premio Cámara de Oro. Díaz dedicó el premio a su equipo pero, sobre todo, a esas víctimas y "a las mujeres que siguen de pie y que nos dan una lección de vida". La película fue financia con fondos públicos de Bélgica y Francia a través de dos productoras privadas y coproducida con Guatemala.
Díaz explica que no quería hacer una película autobiográfica pero tenía interés en un trabajo sobre las relaciones maternofiliales y las heridas de la guerra en Guatemala, además del encuentro con mujeres víctimas de la guerra y que continúan luchando de pié. También lo relaciona con su propia histórica y su padre "desaparecido".  La búsqueda de la verdad provocó que filmaran la película en lugares donde históricamente ocurrieron algunos hechos. En la estética explica Díaz "siempre quisimos estar como lejos de lo que estaba sucediendo, dejar a los personajes vivir dentro de su entorno y relacionarse con el espacio... para darles esa posibilidad lo que hacíamos nosotros era echarnos para atrás". La película también pone sobre la mesa la violencia sexual como un sistema de opresión explica uno de los protagonistas de la película, el actor Julio Serrano Echeverría y el papel de los propios guatemaltecos como "hijos de la guerra" y la necesidad de respuesta sobre "qué hacer con el conflicto de nuestros padres"
Nuestras madres también ha ganado el Premio André-Cavens a la mejor película acordado por la Asociación Belga de Críticos de Cine (UCC) y fue seleccionada para presentar su candidatura al Oscar a la mejor película internacional en los 92 Premios Óscar. Il recibió seis nominaciones en la 10 ceremonia de los premios Magritte , entre ellos a la mejor película y al mejor realizador para Díaz, que logró el premio al mejor largometraje.

## Dirección
2019 - Nuestra madres 

## Actor
2002 - Reflejos
2005 - La fiesta del chivo
2005 - La ciudad perdida. Asistente de Batista
2010 - Secuestrados. Jefe de mudanza
2011 - Ángel o demonio - Temporada 2. Episodio 3

## Guion
2019 - Nuestra madres

## Premios y distinciones
Festival Internacional de Cine de Cannes
| Año  | Categoría   | Película        | Resultado |
| ---- | ----------- | --------------- | --------- |
| 2019 | Caméra d'Or | Nuestras madres | Ganador   |
| 2019 | Premio SACD | Nuestras madres | Ganador   |

Festival Internacional de Cine de San Sebastián
| Año  | Categoría                   | Película        | Resultado |
| ---- | --------------------------- | --------------- | --------- |
| 2019 | Premio Cooperación Española | Nuestras madres | Ganador   |